# Банк Даляня
Банк Даляня (кит.大连银行) — коммерческий банк со штаб-квартирой в Даляне, провинция Ляонин, КНР. Был основан в 1998 как Даляньский Городской Коммерческий Банк, имея отделения лишь в Даляне, но изменил название на Даляньский Банк в 2007 и открыл отделения в Тяньцзине и Пекине.